# Chemical World
"Chemical World" är den brittiska gruppen Blurs sjätte singel, utgiven den 28 juni 1993. Som bäst nådde singeln plats 28 på den brittiska topplistan. Detta var andra singeln från Modern Life Is Rubbish. Samtliga låtar är skrivna av Albarn/Coxon/James/Rowntree, med undantag för "Maggie May" av Quittenton/Stewart.

## Låtlista
- CD1   (med live-låtar från Glastonbury-festivalen 1992)

1. "Chemical World" (alternativ version)
2. "Never Clever" (live)
3. "Pressure On Julian" (live)
4. "Come Together" (live)

- CD2   (släpptes 5 juli)

1. "Chemical World"
2. "Young & Lovely"
3. "Es Schmecht"
4. "My Ark"

- 7"

1. "Chemical World" (edit)
2. "Maggie May"

- 12"   (släpptes 5 juli)

1. "Chemical World"
2. "Es Schmecht"
3. "Young & Lovely"
4. "My Ark"